# Watchtower (film)
Watchtower (Gözetleme Kulesi) è un film del 2012 diretto da Pelin Esmer.